# Luka Božič (canoista)
Luka Božič (San Pietro-Vertoiba, 9 gennaio 1991) è un canoista sloveno, specializzato nello slalom.

## Carriera
Božič inizia la sua carriera agonistica internazionale nel 2006, esordendo ai Campionati Mondiali di Canoa Slalom Junior a Salcano in Slovenia, dove ottiene una medaglia di bronzo nella gara C2 a squadre insieme a Sašo Taljat.
Dopo vari successi con medaglie negli Europei e Mondiali Under 23, vince la sua prima medaglia in una competizione assoluta ai Mondiali 2009 di La Seu d'Urgell in Spagna con un bronzo nella categoria C2 di nuovo in collaborazione con Sašo Taljat. Riesce a qualificarsi alle Olimpiadi estive 2012 di Londra, arrivando in semifinale con un piazzamento all'ottavo posto.
L'anno successivo agli Europei 2013 di Cracovia, conquista un bronzo nella gara C1 a squadre con Benjamin Savšek e Anže Berčič. Il 2014 è l'anno più fruttuoso per lo sportivo sloveno, con la partecipazione agli Europei 2014 di Vienna, nella quale porta a casa una medaglia d'oro nella categoria C1 a squadre con Benjamin Savšek e Anže Berčič, e una medaglia di bronzo nella categoria C2 insieme a Sašo Taljat, e ai Mondiali di Deep Creek Lake, dove colleziona un oro nella batteria C2 e un bronzo nel C1 a squadre, sempre con gli stessi compagni.
Torna a vincere una medaglia ai Mondiali di Londra 2015 con un bronzo nel C1 in squadra con Jure Lenarčič e Benjamin Savšek. L'anno successivo vince una medaglia d'argento nella gara C2 agli Europei 2016 in Slovacchia e arriva settimo alle Olimpiadi estive di Rio de Janeiro. Vince altri due argenti ai successivi Europei 2017 di Tacen e ai Mondiali 2018 di Rio de Janeiro, entrambi nel C1 a squadre.
Nel 2019 vince un bronzo nel C1 individuale in occasione dei Mondiali 2019 di La Seu d'Urgell, e una medaglia d'oro nel C1 a squadre, sempre coadiuvato da Benjamin Savšek e Anže Berčič, ai Campionati europei di canoa slalom 2019 di Pau in Francia. Oro che bissa anche nel 2020 con la vittoria degli Europei 2020 di Praga. Nell'edizione successiva ad Ivrea aggiunge alla bacheca un bronzo nel C1 a squadre con Savšek e Nejc Polenčič.

## Palmarès
- Mondiali - Slalom

La Seu d'Urgell 2009: bronzo nel C2.
Deep Creek Lake 2014: oro nel C2.
Deep Creek Lake 2014: bronzo nel C1 a squadre.
Londra 2015: bronzo nel C1 a squadre.
Rio de Janeiro 2018: argento nel C1 a squadre.
La Seu d'Urgell 2019: bronzo nel C1.
- Europei - Slalom

Cracovia 2013: bronzo nel C1 a squadre.
Vienna 2014: oro nel C1 a squadre.
Vienna 2014: bronzo nel C2.
Liptovský Mikuláš 2016: argento nel C2.
Tacen 2017: argento nel C1 a squadre.
Pau 2019: oro nel C1 a squadre.
Praga 2020: oro nel C1 a squadre.
Ivrea 2021: bronzo nel C1 a squadre.